# 洛拉娜·奥利韦拉
洛拉娜·奥利韦拉（葡萄牙語：Lorrane Oliveira，1998年4月13日—），巴西女子竞技体操运动员，2015年泛美运动会女子团体全能铜牌得主、2019年泛美运动会女子团体全能铜牌得主、2023年世界竞技体操锦标赛女子团体全能银牌得主。